# Milano-Sanremo 2018
La Milano-Sanremo 2018, centonovesima edizione della corsa e valida come ottava prova dell'UCI World Tour 2018 categoria 1.UWT, si svolse il 17 marzo 2018 su un percorso di 294 km, con partenza da Milano e arrivo a Sanremo, in Italia. La vittoria fu appannaggio dell'italiano Vincenzo Nibali, che terminò il percorso in 7h18'43", alla media di 40,208 km/h, precedendo l'australiano Caleb Ewan e il francese Arnaud Démare.
Sul traguardo di Sanremo 164 ciclisti, su 174 partiti da Milano, portarono a termine la competizione.

## Squadre e corridori partecipanti
Partecipano alla prova 25 squadre, diciotto di categoria World Tour e sette di categoria Professional Continental, composte da sette unità ciascuna, per un totale di 175 ciclisti al via. Non prese il via Loïc Chetout, rendendo 174 i partenti effettivi.
| N.      | Cod. | Squadra                    |
| ------- | ---- | -------------------------- |
| 1-7     | SKY  | Team Sky                   |
| 11-17   | ALM  | AG2R La Mondiale           |
| 21-27   | AST  | Astana Pro Team            |
| 31-37   | TBM  | Bahrain-Merida             |
| 41-47   | BRD  | Bardiani CSF               |
| 51-57   | BMC  | BMC Racing Team            |
| 61-67   | BOH  | Bora-Hansgrohe             |
| 71-77   | COF  | Cofidis, Solutions Crédits |
| 81-87   | GFC  | Groupama-FDJ               |
| 91-97   | GAZ  | Gazprom-RusVelo            |
| 101-107 | ICA  | Israel Cycling Academy     |
| 111-117 | LTS  | Lotto Soudal               |
| 121-127 | MTS  | Mitchelton-Scott           |

| N.      | Cod. | Squadra                         |
| ------- | ---- | ------------------------------- |
| 131-137 | MOV  | Movistar Team                   |
| 141-147 | NIP  | Nippo-Vini Fantini-Europa Ovini |
| 151-157 | QST  | Quick-Step Floors               |
| 161-167 | DDD  | Team Dimension Data             |
| 171-177 | EFD  | Team EF Education First-Drapac  |
| 181-187 | TKA  | Team Katusha Alpecin            |
| 191-197 | TLJ  | Team Lotto NL-Jumbo             |
| 201-207 | TNN  | Team Novo Nordisk               |
| 211-217 | SUN  | Team Sunweb                     |
| 221-227 | TFS  | Trek-Segafredo                  |
| 231-237 | UAD  | UAE Team Emirates               |
| 241-247 | WIL  | Wilier Triestina-Selle Italia   |

## Resoconto degli eventi
La corsa ebbe un andamento regolare fino al Poggio di Sanremo, prima del quale il britannico Mark Cavendish (vincitore dell’edizione 2009) centrò in pieno uno spartitraffico, finendo violentemente a terra. A meno 7 chilometri dal traguardo, il lettone Krists Neilands scattò verso la cima, seguito solamente da Vincenzo Nibali, che sulla cima allungò portandosi a 12 secondi dal gruppo all'inseguimento, riuscendo a difendersi dal ritorno del gruppo e vincendo così la corsa in solitaria anticipando tutti i velocisti, evento che non si verificava dalla Milano-Sanremo 1994 vinta da Giorgio Furlan con un'azione fotocopia. Prima di Nibali l’ultimo italiano ad aggiudicarsi la Classicissima fu Filippo Pozzato, che vinse l'edizione 2006.

## Ordine d'arrivo (Top 10)
| Pos. | Corridore           | Squadra    | Tempo    |
| ---- | ------------------- | ---------- | -------- |
| 1    | Vincenzo Nibali     | Bahrain    | 7h18'43" |
| 2    | Caleb Ewan          | Mitchelton | s.t.     |
| 3    | Arnaud Démare       | FDJ        | s.t.     |
| 4    | Alexander Kristoff  | UAE        | s.t.     |
| 5    | Jürgen Roelandts    | BMC        | s.t.     |
| 6    | Peter Sagan         | Bora       | s.t.     |
| 7    | Michael Matthews    | Sunweb     | s.t.     |
| 8    | Magnus Cort Nielsen | Astana     | s.t.     |
| 9    | Sonny Colbrelli     | Bahrain    | s.t.     |
| 10   | Jasper Stuyven      | Trek       | s.t.     |